# Iepure
Termenul de iepure desemnează mamiferele cu urechi lungi din familia Leporidae, ordinul Lagomorpha. Acestea se clasifică în 2 categorii: cei care nasc pui acoperiți cu blană și cu ochii deschiși (reprezentant tipic este iepurele de câmp (Lepus europaeus)) și cei puii cărora se nasc golași și orbi (reprezentant tipic este iepurele de vizuină (Oryctolagus cuniculus)). Din punct de vedere genetic cele două specii sunt complet diferite și nu se pot înmulți între ei.
Majoritatea limbilor europene, spre deosebire de limba română, fac distincție între cele două categorii: engl. hare și rabbit, fr. lièvre și lapin, germ. Hase și Kaninchen, span. liebre și conejo.
În întreaga lume se cunosc circa 45 de specii larg răspândite. Se disting 3 grupuri principale de iepuri:
- iepuri propriu-ziși (15 specii printre care iepurele de câmp, iepurele alb, iepurele de Manciuria și iepurele Tolai);
- iepuri de vizuină (15 specii);
- iepuri cu blana aspră (15 specii)

## Iepurele de câmp

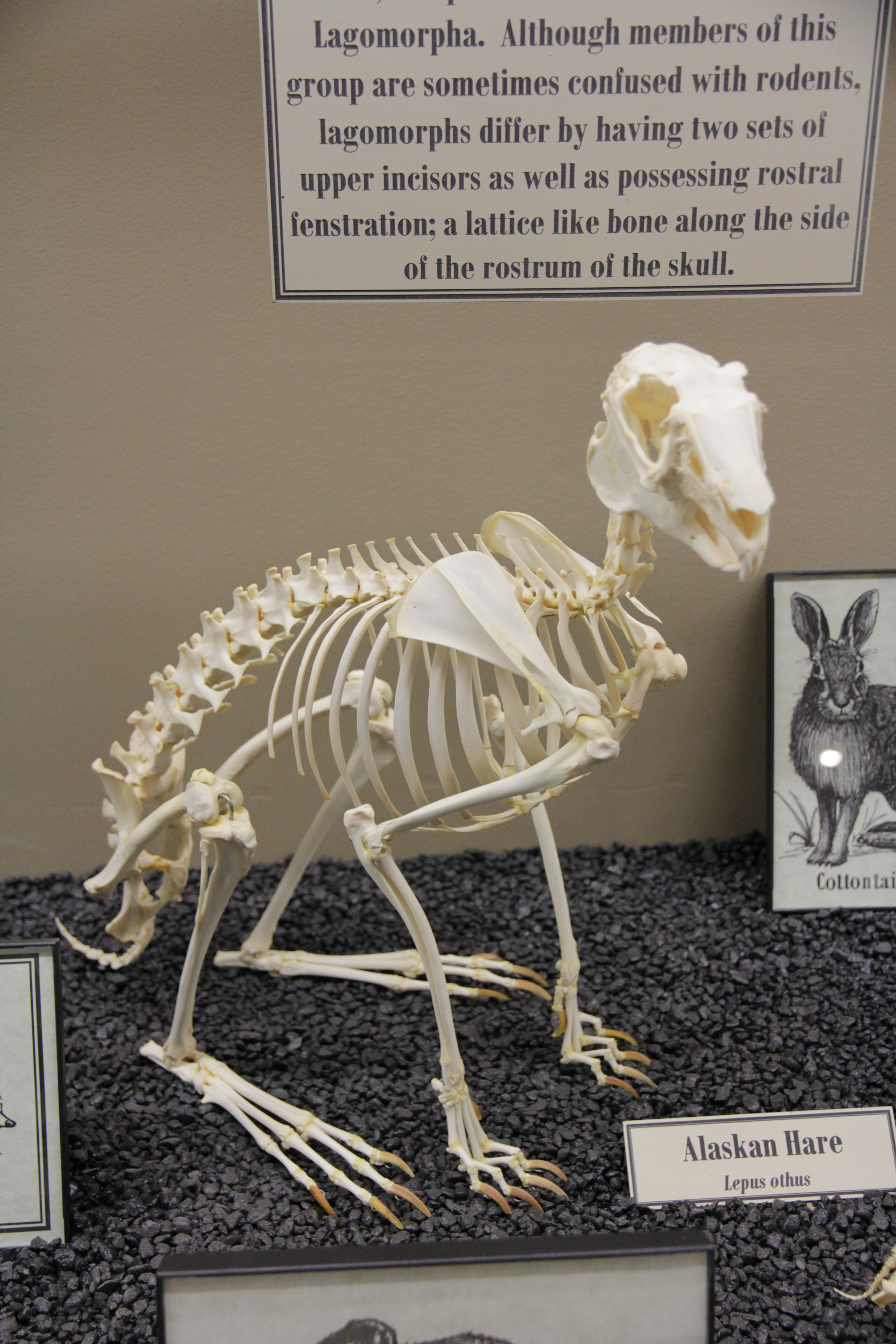
Scheletul unui iepure arctic (Lepus othus) din Alaska, Muzeul de Osteologie din Oklahoma

Lungimea corpului este de 48–52 cm, la care se adaugă coada de 8–9 cm. Greutatea este de 4 kg, iar în unele cazuri poate ajunge și până la 6 kg. Culoarea blănii variază în funcție de loc și anotimp, nuanța generală fiind cenușie-roșcată. Năpârlirea are loc primăvara. Este răspândit din deltă până la munte. Se hrănește cu iarbă, morcovi, cereale, iar iarna, cu scoarța copacilor. Femela naște pui vii pe care îi hrănește cu lapte. Chiar și după o săptămână puii pot părăsi culcușul pentru a-și căuta singuri hrana. Gestația este de 42-43 de zile. Aproximativ 64 % dintre iepuri nu apucă vârsta de un an de zile. Mortalitatea așa mare a iepurilor de câmp se datorează în principal numeroșilor dușmani din lanțul trofic, cât și intervenției nechibzuite a omului.

## Iepurele de vizuină
Denumirea științifică este Oryctolagus cuniculus. Iepurele de vizuină, denumit popular și lapin, este originar din sud-vestul Europei. Este singura specie de iepure domesticită, strămoșul a peste 100 de rase de iepuri de casă, crescuți în prezent în lumea întreagă. În stare sălbatică, el poate fi întâlnit mai des în sud-vestul Ucrainei, unde formează numeroase colonii. Nu dă hibrizi la împerecherea cu iepurele de câmp.

## Iepurele de casă

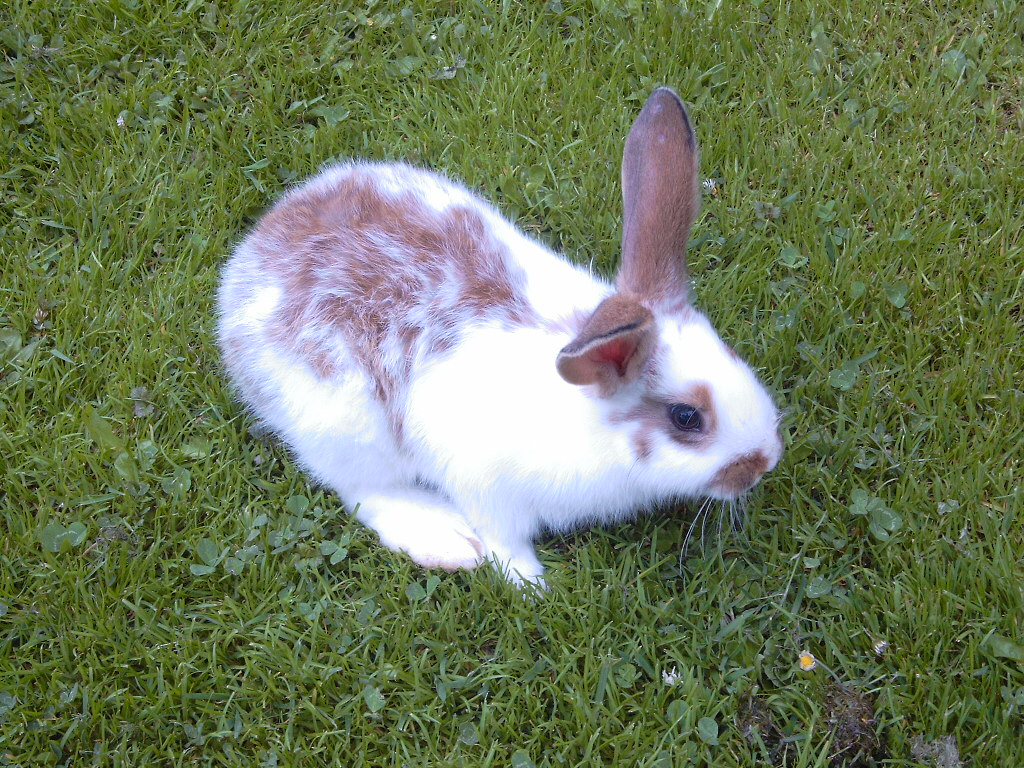
Iepure de casă

Iepurele de casă a păstrat multe dintre particularitățile biologice ale rudei sale sălbatice. Asemenea acestuia, are o activitate mai intensă odată cu venirea nopții. Când are posibilitatea, chiar și iepurele de casă sapă adăposturi în pământ și acolo își stabilește culcușul.
Iepurele este un animal deosebit de fertil și naște câte 7–8 pui, câteodată chiar mai mulți la o singură sarcină.
Drept rezultat al domesticirii, iepurii de casă nu manifestă caracter sezonier în privința înmulțirii, însă în lunile de toamnă, în condițiile scăderii duratei zilei, se manifestă o reducere ușoară a activității sexuale. Acest fapt dă posibilitatea ca, anual, de la o singură femelă (iepuroaică) să se obțină un număr de 5–6 nașteri, însumând în medie un număr de 34–40 de pui.
Coeficientul ridicat de înmulțire la iepure este dat și de perioada scurtă de gestație, proprie acestei specii, de numai 30–32 de zile.
Femelele de iepure pot fi fecundate imediat după naștere, deoarece această specie combină în mod fericit sarcina și lactația. Această particularitate este exploatată pe scară largă în practică. Fecundarea în termen de zece zile de la naștere se practică în sistemul de creștere intensivă, fecundarea din cea de a zecea până în cea de a douăzecea zi pentru sistemul de creștere semi-intensiv, iar după a douăzecea zi în sistemul de creștere extensivă a iepurilor.
Dezvoltarea embrionară a fătului decurge de asemenea foarte repede. În cea de a 13-a - 15-a zi, embrionii au mărimea unei nuci, în cea de a 20-a zi, ei sunt aproape formați în întregime și încep să capete caracterele morfologice (de formă și aspect) specifice speciei.
Femelele de iepure nasc, cel mai adesea, în timpul nopții sau în primele ore ale dimineții. Durata nașterii este de 15–20 de minute. Puii se nasc cu o greutate de la 45 la 80 de grame, în funcție de rasa din care provin.
Caracteristici
- Un iepure matur poate ajunge la 3–6 kg în greutate, în funcție de sex și rasă.
- Poate trăi până la 13 ani
- Formula dentară: 2 * (I 2/1, C 0/0, P 3/2, M 3/3) = 28
- Temperatura medie a corpului: 39 C
- Urechi puternic vascularizate
- Până la 0,5 m lungime
- Incisivi dezvoltați
- 4 perechi de glande mamare
- Auzul bine dezvoltat

Creșterea iepurilor de casă (cuniculicultură) este o subramură relativ nouă a creșterii animalelor, asigurând carne dietetică de calitate superioară, piei frumoase,blana și alte produse suplimentare, fără a uita frumusețea acestor animale drăgălașe.

## Cecotrofia
Termenul cecotrofie înseamnă reingestia crotinelor. Crotinele reprezintă un conglomerat sferoid de fecale de cai, oi, iepuri etc., cunoscute în vorbirea curentă ca „căcăreze”. Cecotrofia, adică ingerarea acestor crotine, este un act fiziologic normal, absolut necesar și deosebit de important pentru hrănirea iepurelui.
Dacă la animalele rumegătoare, precum vaca sau oaia, acțiunea microorganismelor asupra hranei ingerate se produce în prima parte a aparatului digestiv, adică în stomac și în intestinul subțire, iar substanțele cu valoare nutritivă sunt absorbite de organism datorită suprafeței mari de digestie, la iepure, care este un rozător, microorganismele care descompun hrana se găsesc abia în partea finală a aparatului digestiv, și anume în cecum. Acest organ joacă un rol foarte important în hrănirea iepurelui, deoarece hrana staționează în el circa 6 ore, timp în care microflora bacteriană o descompune în elemente nutritive foarte importante. Abia prin cecotrofie, adică mâncând căcărezele moi rezultate, iepurele beneficiază în totalitate de elemntele nutritive ale hranei ingerate inițial.
Iepurele elimină două feluri de excremente:
- Crote dure. Acestea sunt sferice, cu diametrul de circa 1 cm, cu un conținut mare de fibre. Se regăsesc pe podeaua cuștilor în care sunt crescuți.
- Crote moi. Acestea nu se regăsesc în cuști, deoarece iepurele le preia direct din anus. Crotele moi, denumite și cecotrofe, au forma de ciorchini cu boabe de 4 mm, legate cu un mucus. Culoarea suprafeței este verzuie. Iepurele le înghite fără să le mestece. Ele ajung în stomac, de partea opusă pilorului, și se amestecă cu hrana proaspăt ingerată, de unde ajung în intestin, care absoarbe elemente nutritive conținute în acestea.

## Iepurele în România
În România au fost create la Cluj trei rase de iepuri autohtone, numite Uriașul de Transilvania, Iepurele de Cluj și Iepurele Secuiesc.

## Iepurele în artă și folclor

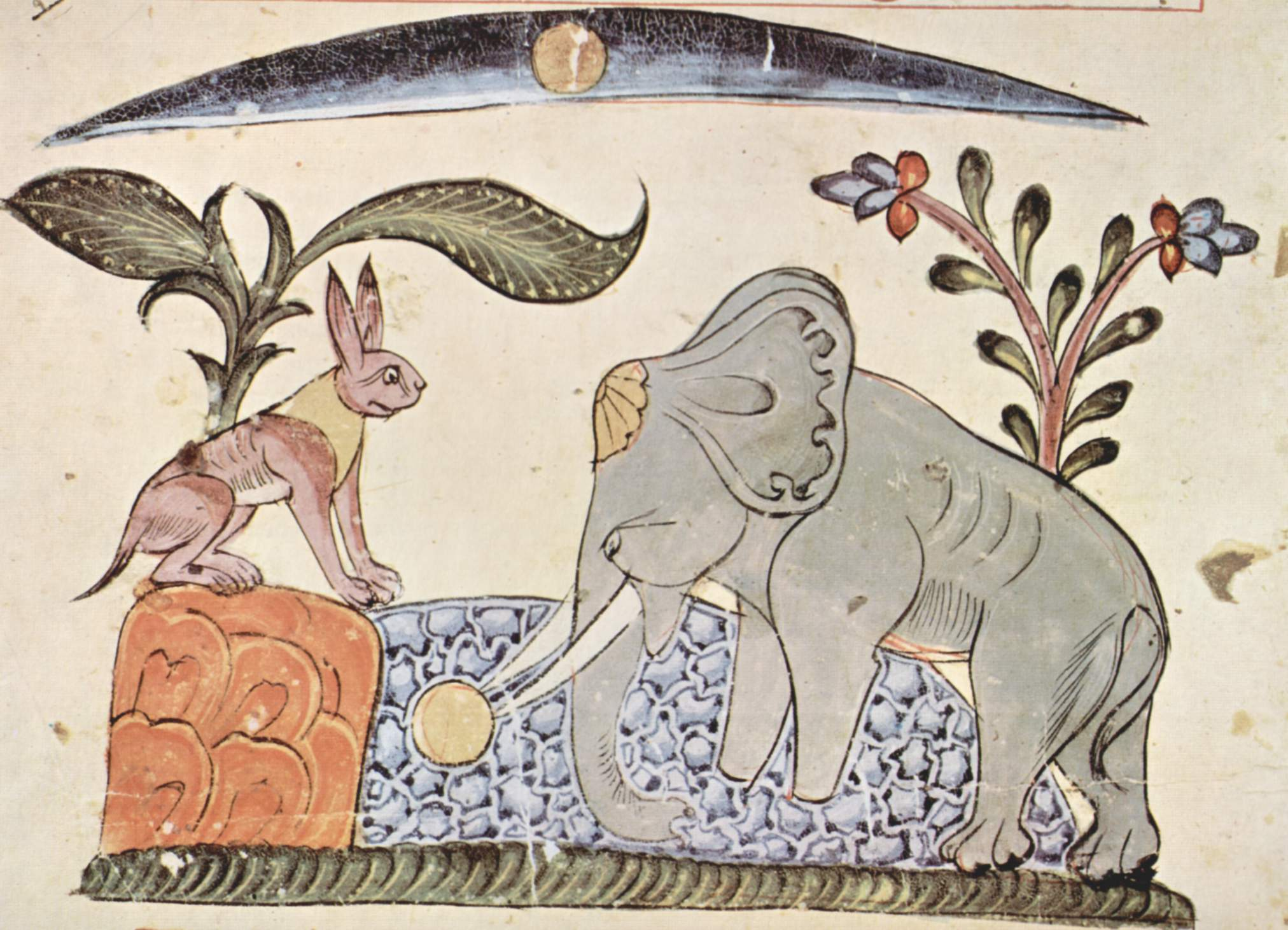
Ilustrație cu iepure și elefant din Panchatantra, 1354
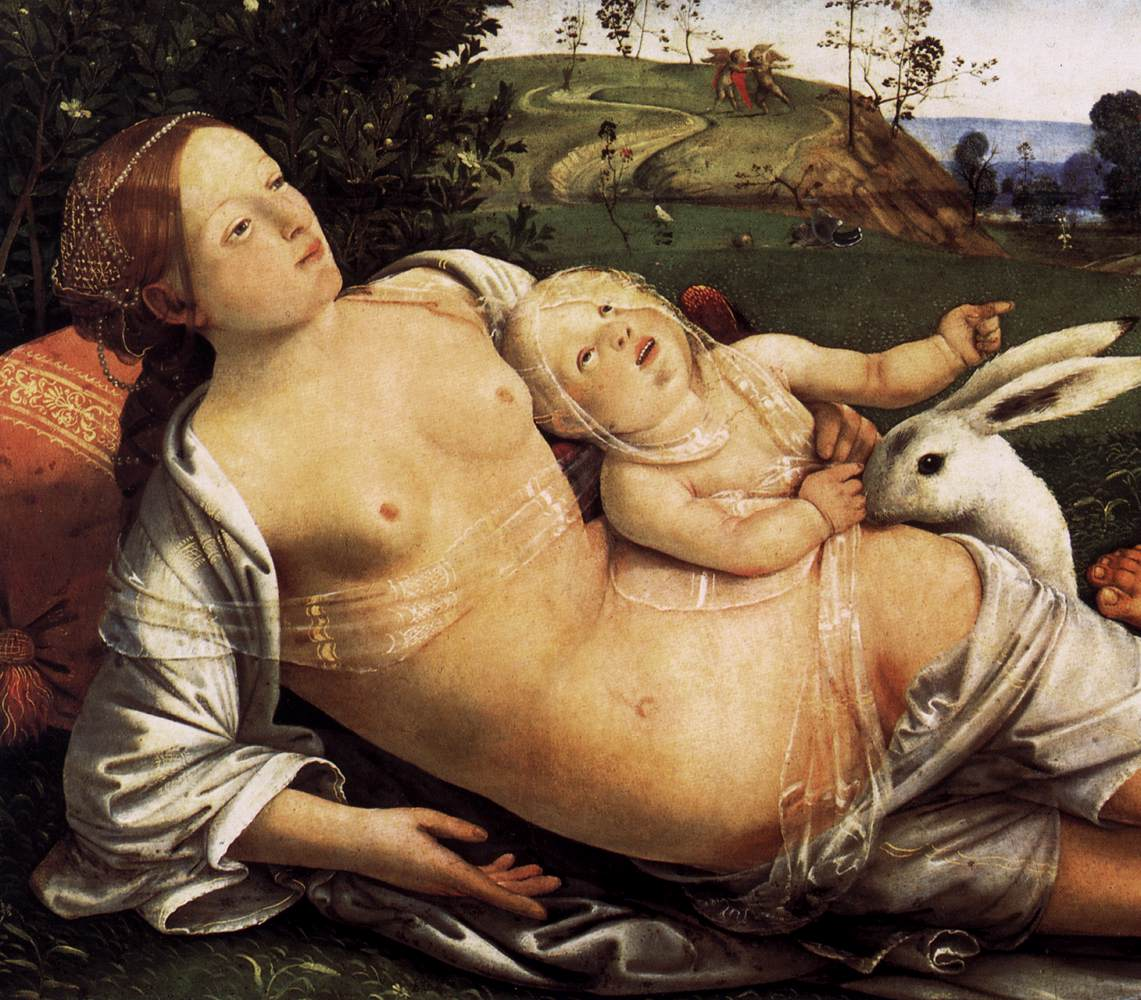
Pictură de Piero di Cosimo (1462–1522) (Detaliu cu Venus și Cupidon)
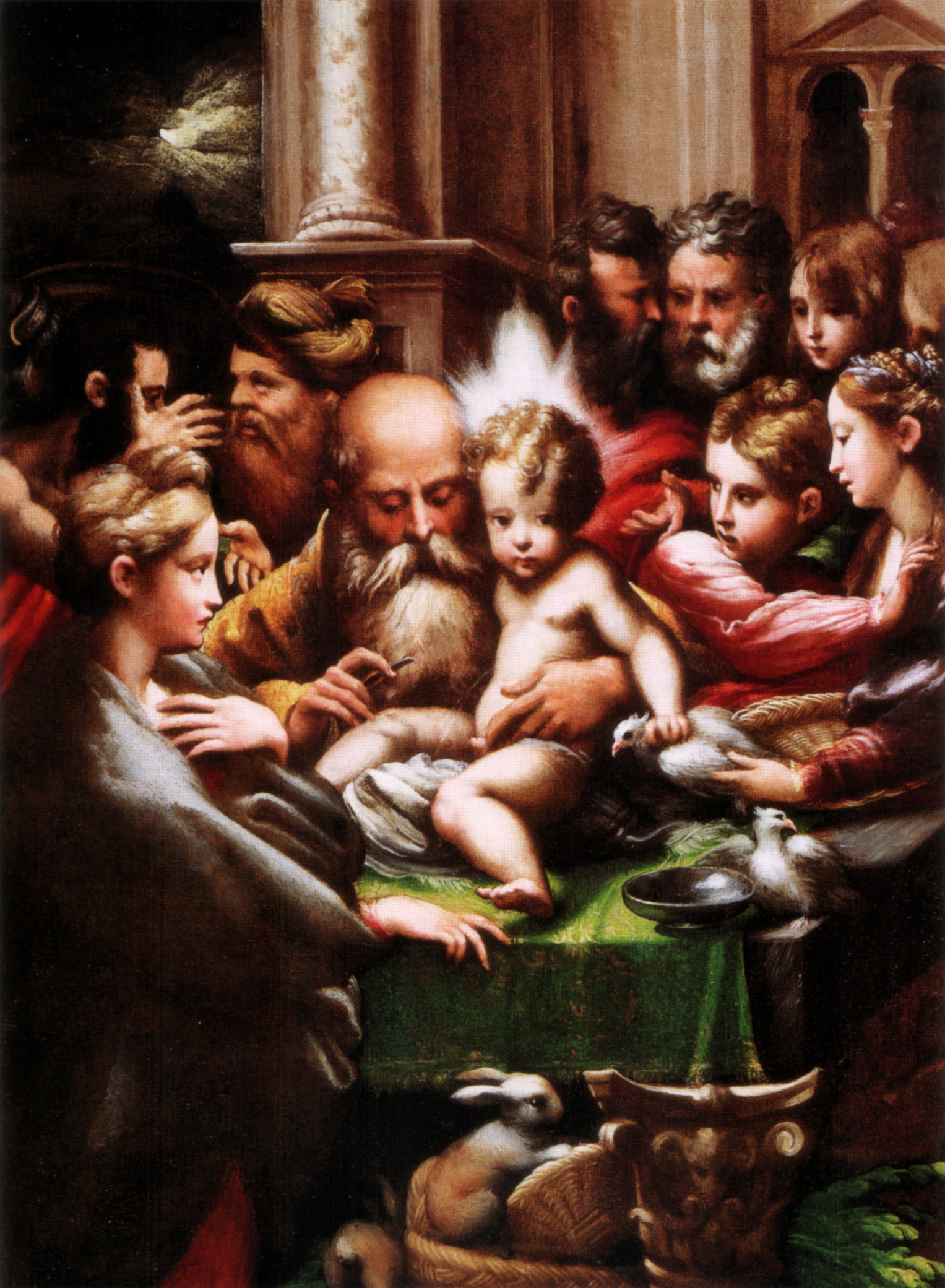
Circumcizia de Parmigianino (1503-1540)
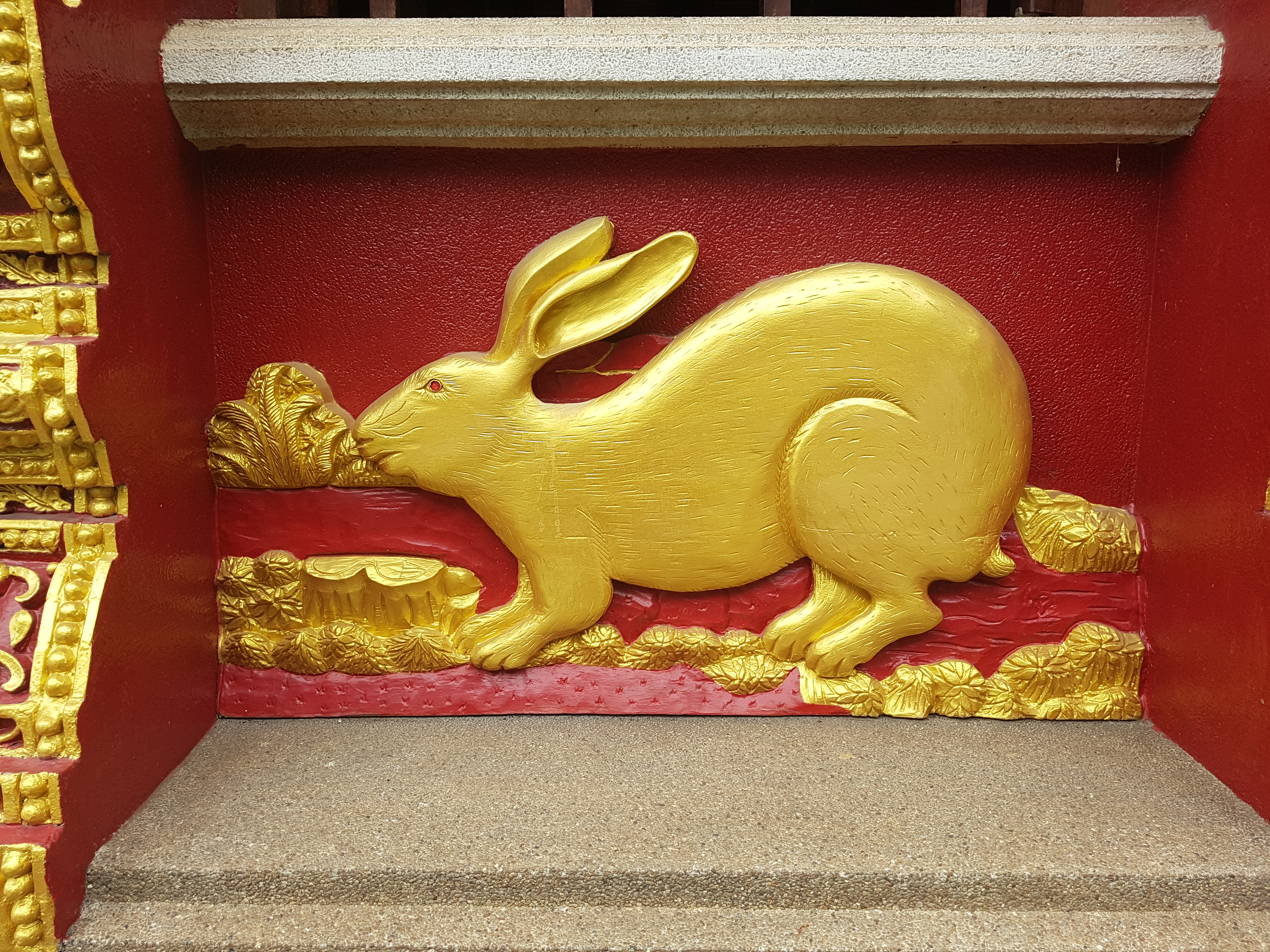
Iepurele ca semn zodiacal din Thailanda
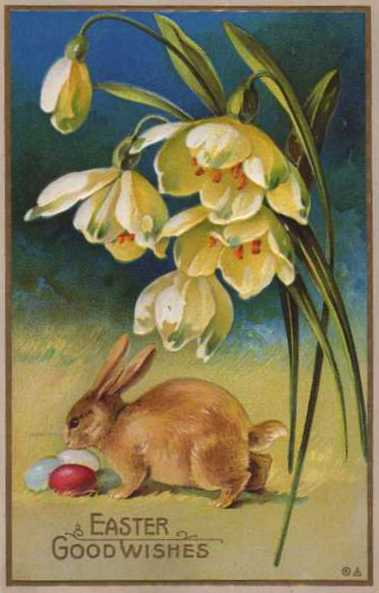
Carte poștală cu Iepurașul de Paști, 1900
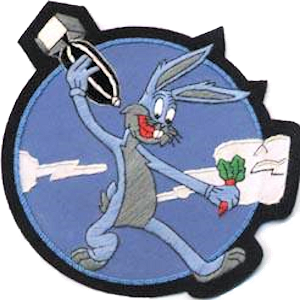
Emblemă cu Bugs Bunny din 1944
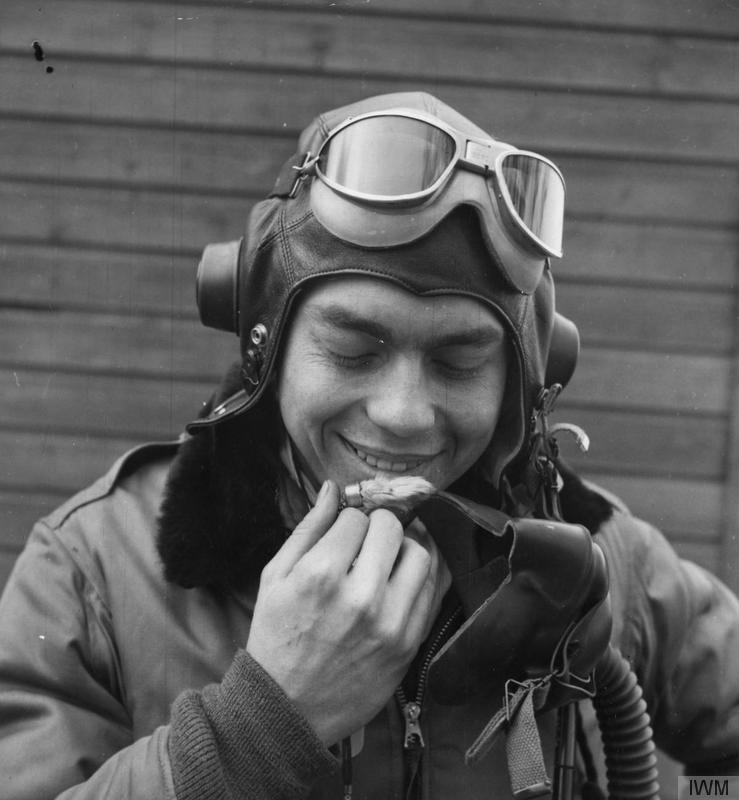
Soldat american ținând un talisman cu lăbuță de iepure, 1944